# Calvin Ridley
Pour les articles homonymes, voir Ridley.
(en) Statistiques sur pro-football-reference
Calvin Ridley, né le 20 décembre 1994 à Coconut Creek en Floride, est un sportif professionnel américain de football américain évoluant au poste de wide receiver dans la National Football League (NFL) depuis la saison 2018.
Sélectionné en 26e choix global lors du premier tour de la draft 2018 de la NFL par la franchise des Falcons d'Atlanta, il y joue pendant cinq saisons (2018-2022) où il est sélectionné dans l'équipe des meilleurs rookies de la saison 2018 et dans la deuxième équipe All-Pro 2020. Il rejoint ensuite les Jaguars de Jacksonville (2022–2023) et les Titans du Tennessee en 2024.
Au niveau universitaire, il a joué pour le Crimson Tide de l'université de l'Alabama pendant trois saisons (2015-2017) dans la NCAA Division I FBS et sa Southeastern Conference (SEC). Il y remporte les championnats 2015 et 2017 après avoir été sélectionné dans la deuxième équipe de la SEC en 2015 et 2016 et la première équipe de la SEC en 2017.

## Biographie

### Carrière universitaire
Calvin Ridley naît en 1994. Sa mère, Kassna Daniels, ancienne athlète, lui a transmis sa vitesse de course. Calvin a trois jeunes frères. L'un d'eux, Riley, a joué avec lui dans le championnat universitaire avec les Crimson Tide de l'Alabama en NCAA Division I FBS. 
Lorsqu'il quitte l'université, il est classé deuxième meilleur receveur de l'histoire du Crimson Tide en termes de réceptions (224) et de touchdowns inscrits (19). Il est également classé troisième en termes de yards gagnés en réceptions (2 781).

### Carrière professionnelle

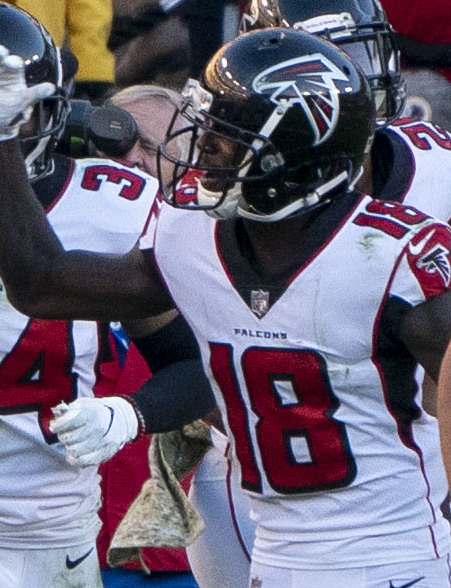
Calvin Ridley lors de sa première saison en NFL.

| Taille             | Poids          | Bras            | Main           | Sprint   | Sprint   | Sprint   | Shuttle 20 yards | 3 cones drill | Détente       | Détente            | Développé couché | Test Wonderlic |
| Taille             | Poids          | Bras            | Main           | 40 yards | 10 yards | 20 yards | Shuttle 20 yards | 3 cones drill | verticale     | horizontale        | Développé couché | Test Wonderlic |
| 1,84 m (6 ft ½ in) | 86 kg (189 lb) | 80 cm (31 ⅝ in) | 23 cm (9 ⅛ in) | 4,43 s   | 1,55 s   | 2,60 s   | 4,37 s           | 6,88 s        | 79 cm (31 in) | 2,79 m (9 ft 2 in) | 15               | -              |

#### Falcons d'Atlanta
Calvin Ridley est sélectionné en 26e choix global lors du premier tour de la draft 2018 de la NFL par la franchise des Falcons d'Atlanta. Il signe un contrat de quatre ans pour un montant de 10,9 millions de dollars, dont 9,9 millions garantis. Conseillé par ses coéquipiers Julio Jones et Mohamed Sanu, Ridley passe le camp d'entraînement à attraper des ballons tout en utilisant la machine Jugs et à travailler entre autres sur son habileté avec ses pieds et ses mains.

##### 2018
Pour ses débuts dans la ligue, il ne réceptionne aucun des deux ballons lancés vers lui lors de la défaite contre les Eagles de Philadelphie. La semaine suivante, il gagne 64 yards en quatre réceptions et inscrit le premier touchdown de sa carrière professionnelle lors de la victoire 31 à 24 contre les Panthers de la Caroline. En troisième semaine de la saison 2018, il s'illustre contre les rivaux, des Saints de La Nouvelle-Orléans, en gagnant 146 yards en réceptions et en inscrivant trois touchdowns,. Avec six touchdowns inscrits lors de ses quatre premiers matchs, Ridley est désigné meilleur rookie offensif du mois de septembre. Il établit également un record de la NFL pour le plus grand nombre de touchdowns inscrits par un rookie lors de ses quatre premiers matchs en carrière. 
Après un remarquable début de saison, la fin du mois de novembre et le mois de décembre sont plus difficiles pour Ridley qui se déclare fatigué mentalement et physiquement. Ridley termine sa première saison professionnelle avec 10 touchdowns et 821 yards gagnés en 64 réceptions, soit les meilleurs statistiques pour un joueur rookie lors de cette saison. Avec les 10 touchdowns inscrits en réception par un receveur rookie, il bat le record des Falcons détenu depuis 1980 par Junior Miller. Il est sélectionné dans l'équipe des rookies 2011 de la ligue par la Pro Football Writers of America et est le quatrième wide receiver des Falcons à recevoir ce prix après Shawn Collins (1989), Mike Pritchard (1991) et Julio Jones (2011).

##### 2019
Il commence 2019 avec un touchdown lors des deux premiers matchs de la saison inscrits respectivement contre les Vikings du Minnesota et les Eagles de Philadelphie. Il réussit sa meilleure performance de la saison contre les Panthers de la Caroline en 11e semaine avec huit réceptions pour un gain cumulé de 143 yards et un touchdown. À nouveau contre les Panthers en 14e semaine, il subit une blessure au niveau de l'abdomen qui met un terme à sa saison.

##### 2020
Ridley commence la saison 2020 en marquant deux touchdowns lors des deux premiers matchs joués contre les Seahawks de Seattle et les Cowboys de Dallas. Avec quatre touchdowns, il égale le record des Falcons du plus grand nombre de touchdowns inscrits en réception lors des deux premiers matchs d'une saison qui était détenu par Andre Rison depuis la saison 1994. En 2020, il devient une des principales cibles de Matt Ryan et termine la saison meilleur receveur de l'équipe avec 1 374 yards en 90 réceptions pour 9 touchdowns.

##### 2021

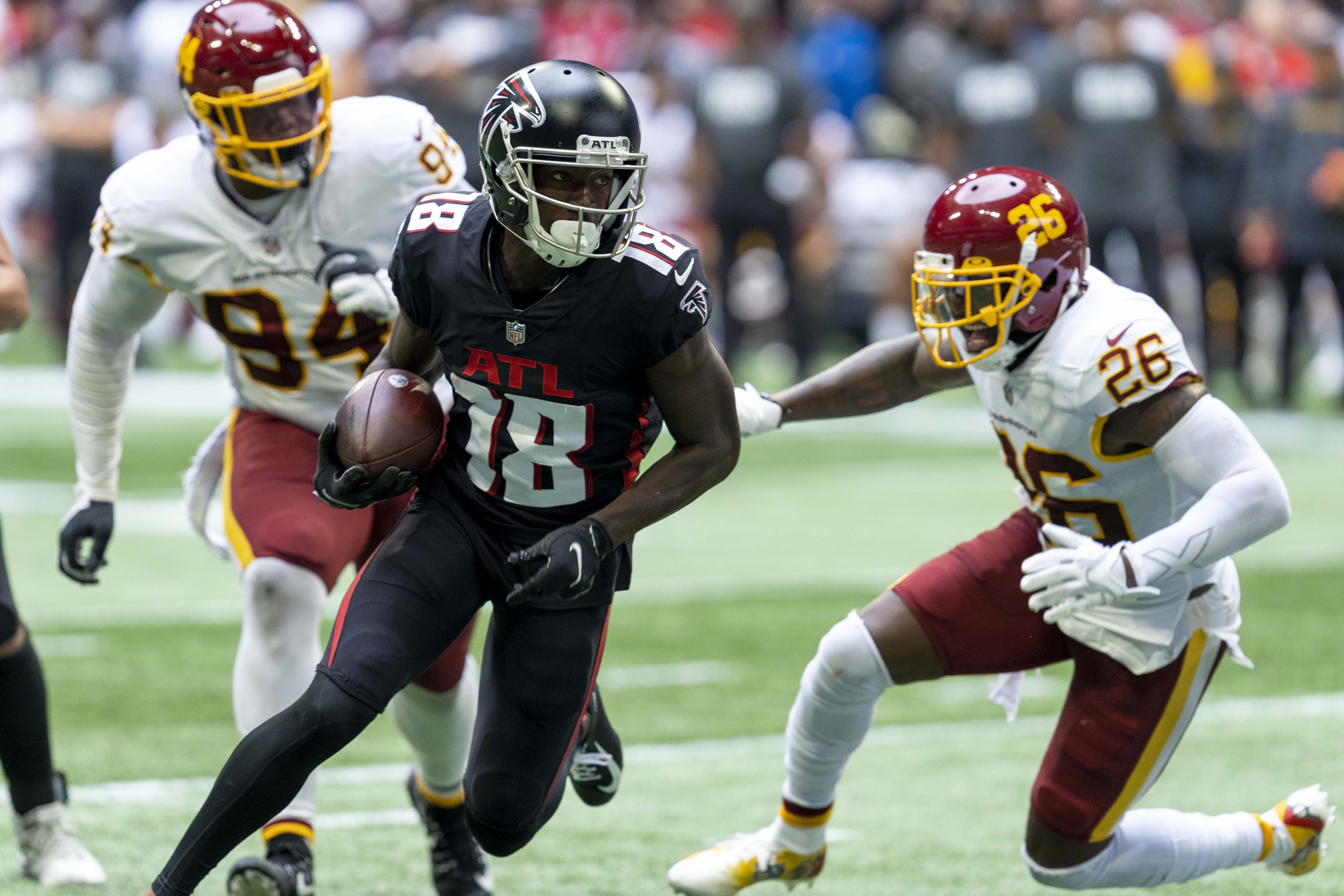
Calvin Ridley en 2021 contre la Washington Football Team.

Après avoir joué cinq matchs 2021, il annonce le 31 octobre 2021 sur Twitter son intention de prendre une pause par rapport au football américain afin de prendre soin de sa santé mentale,.

#### 2022
Le 7 mars 2022, il est suspendu par la NFL pour au moins la totalité de la saison 2022 après avoir parié sur des matchs, incluant ceux de sa propre équipe. En réponse, Ridley déclare sur Twitter n'avoir parié que 1 500 dollars et qu'il n'a pas de problème par rapport au jeu.

#### Jaguars de Jacksonville
Le 1er novembre 2022, bien que suspendu pour le reste de la saison, les Falcons transfèrent Ridley aux Jaguars de Jacksonville contre des choix conditionnels de 6e tour de la draft 2023 et de 4e tour de la draft 2024, ces choix conditionnels pouvant se transformer en choix de 5e tour en 2023 si Ridley est réintégré par la NFL et en choix de 3e ou 4e tour en 2024 respectivement en fonction du temps de jeu ou si Ridley signe avec les Jaguars une extension de contrat à long terme.
Malgré sa suspension pour toute la saison 2022, les Falcons échangent Ridley le 1er novembre 2022 aux Jaguars contre des choix conditionnels de sixième tour 2023 et de quatrième tour 2024, le choix de 2023 pouvant devenir un cinquième choix si Ridley est réintégré. Le choix de 2024 peut devenir un troisième tour en fonction du temps de jeu ou un choix de deuxième tour s'il signe une extension à long terme.

#### Titans du Tennessee

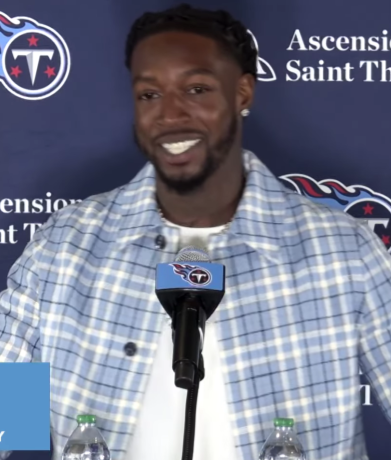
Ridley en 2024.

Le 15 mars 2024, Ridley signe un contrat de quatre ans avec les Titans du Tennessee.

## Statistiques

### Universitaires
| Année  | Équipe  | Statut    | MJ |     | Passes réceptionnées | Passes réceptionnées | Passes réceptionnées | Passes réceptionnées |       | Courses | Courses | Courses | Courses |
| Année  | Équipe  | Statut    | MJ | Nb. | Yards                | Moy.                 | TD                   | Nb.                  | Yards | Moy.    | TD      |         |         |
| 2015*  | Alabama | Freshman  | 15 | 089 | 1 045                | 11,7                 | 7                    | 1                    | 02    | 2,0     | 0       |         |         |
| 2016*  | Alabama | Sophomore | 15 | 072 | 0 769                | 10,7                 | 7                    | 5                    | 21    | 4,2     | 1       |         |         |
| 2017*  | Alabama | Junior    | 14 | 063 | 0 967                | 15,3                 | 5                    | 2                    | 17    | 8,5     | 0       |         |         |
| Totaux | Totaux  | Totaux    | 44 | 224 | 2 781                | 12,4                 | 19                   | 8                    | 40    | 5       | 1       |         |         |

### Professionnelles
| Année                   | Équipe                  | MJ |                     | Passes réceptionnées | Passes réceptionnées | Passes réceptionnées | Passes réceptionnées |                     | Courses             | Courses             | Courses | Courses |
| Année                   | Équipe                  | MJ | Nb.                 | Yards                | Moy.                 | TD                   | Nb.                  | Yards               | Moy.                | TD                  |         |         |
| 2018                    | Falcons d'Atlanta       | 16 | 064                 | 0 821                | 12,8                 | 10                   | 06                   | 27                  | 04,5                | 0                   |         |         |
| 2019                    | Falcons d'Atlanta       | 13 | 063                 | 0 866                | 13,7                 | 07                   | 02                   | 34                  | 17,0                | 0                   |         |         |
| 2020                    | Falcons d'Atlanta       | 15 | 090                 | 1 374                | 15,3                 | 09                   | 05                   | 01                  | 00,2                | 1                   |         |         |
| 2021                    | Falcons d'Atlanta       | 05 | 031                 | 0 281                | 09,1                 | 02                   | -                    | -                   | -                   | -                   |         |         |
| 2022                    | Falcons d'Atlanta       | 0  | Suspendu par la NFL | Suspendu par la NFL  | Suspendu par la NFL  | Suspendu par la NFL  | Suspendu par la NFL  | Suspendu par la NFL | Suspendu par la NFL | Suspendu par la NFL |         |         |
| 2022                    | Jaguars de Jacksonville | 0  | Suspendu par la NFL | Suspendu par la NFL  | Suspendu par la NFL  | Suspendu par la NFL  | Suspendu par la NFL  | Suspendu par la NFL | Suspendu par la NFL | Suspendu par la NFL |         |         |
| 2023                    | Jaguars de Jacksonville | 17 | 76                  | 1 016                | 13,4                 | 08                   | 09                   | 23                  | 02,6                | 0                   |         |         |
| 2024                    | Titans du Tennessee     | ?  | Saison à venir      | Saison à venir       | Saison à venir       | Saison à venir       | Saison à venir       | Saison à venir      | Saison à venir      | Saison à venir      |         |         |
| Totaux en carrière      | Totaux en carrière      | 66 | 324                 | 4 358                | 13,5                 | 36                   | 22                   | 85                  | 03,9                | 0                   |         |         |
| Totaux chez les Falcons | Totaux chez les Falcons | 49 | 248                 | 3 342                | 13,5                 | 17                   | 13                   | 62                  | 04,8                | 0                   |         |         |

## Records NFL
- Plus grand nombre de touchdowns inscrits en réception par un débutant (rookie) lors de ses quatre premiers matchs : 6 (à égalité avec Martavis Bryant en 2014).

### Records de la franchise (Falcons)
- Plus grand nombre de touchdowns inscrits en réception sur une saison par un débutant (rookie) : 10 ;
- Plus grand nombre de touchdowns inscrits en réception lors des deux premiers matchs d'une saison : 4 (à égalité avec Andre Rison en 1994 ).

## Vie privée
Riley Ridley (en), son plus jeune frère, est également wide receiver et joue en NFL pour les Bears de Chicago.